# Sandro Kappe

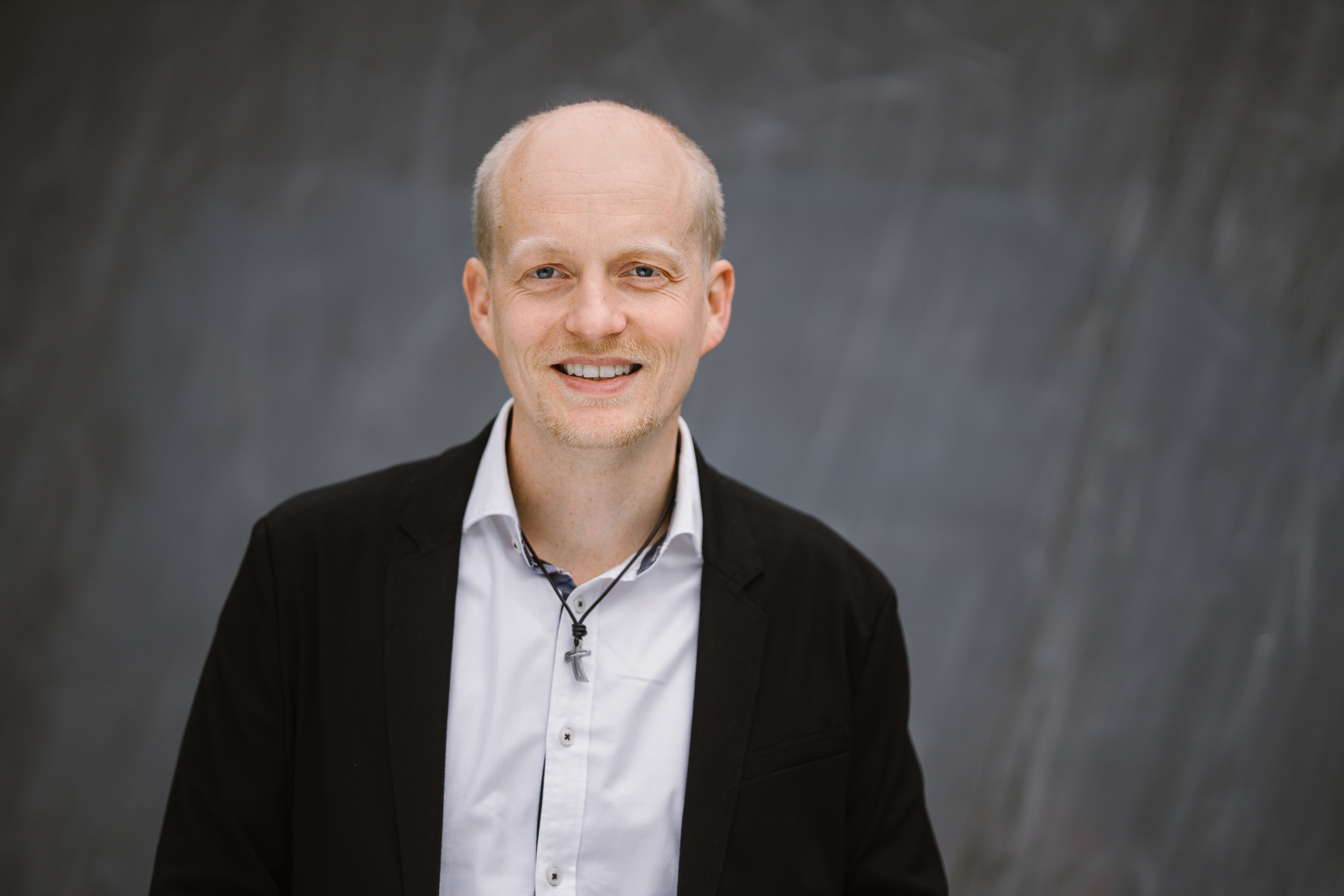
Sandro Kappe 2020

Sandro Kappe (* 30. September 1985 in Teterow) ist ein deutscher Politiker der Christlich Demokratischen Union Deutschlands (CDU). Er wurde 2020 Abgeordneter in der Hamburgischen Bürgerschaft.

## Leben
Sandro Kappe absolvierte sein Abitur an der Europaschule Gymnasium Teterow in Mecklenburg-Vorpommern. Danach begann er an der Hochschule des Bundes am Bildungs- und Wissenschaftszentrum (BWZ) Münster den dualen Diplomstudiengang „Gehobener nichttechnischer Zolldienst des Bundes“, welchen er im Jahr 2009 erfolgreich als Diplom-Finanzwirt (FH) abschloss. Seit 2009 arbeitet er bei der Generalzolldirektion in Hamburg. Kappe ist evangelisch und verheiratet.
Direkt nach Eintritt in die Zollverwaltung im Jahr 2006 wurde Kappe Mitglied der Zollgewerkschaft BDZ. Von 2012 bis 2016 war er stellvertretender Vorsitzender der dbb jugend Hamburg. Er ist seit 2015 Vorsitzender des BDZ Ortsverband GZD Hamburg und seit 2017 stellvertretender Vorsitzender des BDZ Bezirksverbandes Nord. Er war über die Jahre in der Jugend- und Auszubildendenvertretung und als Personalratsmitglied tätig.
Seit 2005 ist Kappe Mitglied in der CDU und seit 2010 Beisitzer beim CDU-Ortsverband Bramfeld/Steilshoop. Zwischen 2011 und 2020 war er Mitglied des Regionalausschusses Bramfeld/Steilshoop/Farmsen-Berne. Von 2014 bis 2020 war er direkt gewählter Abgeordneter des Wahlkreises Bramfeld-Süd-Steilshoop für die Bezirksversammlung Wandsbek. In dieser Zeit war er Fachsprecher für Inklusion und Umwelt in der CDU-Fraktion der Bezirksversammlung Wandsbek. Seit März 2020 ist er direkt gewählter Abgeordneter der Hamburgischen Bürgerschaft für den Wahlkreis Bramfeld – Farmsen-Berne, zu dem auch der Stadtteil Steilshoop gehört. Für die Hamburger CDU-Bürgerschaftsfraktion ist er Fachsprecher für den öffentlichen Dienst, Tierschutz, Umwelt und Digitales.